# Edwin Jongejans
Edwin Jongejans (* 18. Dezember 1966 in Amstelveen) ist ein ehemaliger niederländischer Wasserspringer. Er startete im Kunstspringen vom 1-m- und 3-m-Brett. Jongejans wurde vom 1-m-Brett Welt- und Europameister, er nahm an zwei Olympischen Spielen teil.
Seine erste Teilnahme an einer großen Meisterschaft erlebte Jongejans bei der Weltmeisterschaft 1986 in Madrid, wo er Zehnter vom 3-m-Brett wurde. Im Jahr 1988 nahm er in Seoul erstmals an den Olympischen Spielen teil. Im Kunstspringen vom 3-m-Brett erreichte er das Finale und wurde Achter. Im folgenden Jahr errang Jongejans seine erste internationale Medaille, bei der Europameisterschaft 1989 in Bonn wurde er Europameister vom 1-m-Brett. Sein sportlich erfolgreichstes Jahr erlebte er 1991. Bei der Europameisterschaft in Athen gewann er Bronze vom 1-m-Brett und bei der Weltmeisterschaft in Perth überraschte er die gesamte Konkurrenz und wurde vom 1-m-Brett Weltmeister, zudem erreichte er vom 3-m-Brett Rang acht. Jongejans ist damit sowohl bei Europameisterschaften als auch bei Weltmeisterschaften jeweils der erste Titelträger im Kunstspringen vom 1-m-Brett, da es erst 1989 bzw. 1991 ins Programm aufgenommen wurde. Jongejans startete auch bei den Olympischen Spielen 1992 in Barcelona, er erreichte vom 3-m-Brett erneut das Finale und wurde Siebter. Bei der Europameisterschaft 1995 in Wien wurde er abermals Europameister vom 1-m-Brett und beendete wenig später seine aktive Karriere.
Jongejans ist bis heute der erfolgreichste niederländische Wasserspringer bei Europameisterschaften und der einzige, der bei einer Weltmeisterschaft eine Medaille gewinnen konnte. Für seinen WM-Triumph wurde er in seiner Heimat zum Sportler des Jahres 1991 gewählt.
Er studierte bis 1984 an der University of Miami und trainierte dort mit dem Sportteam der Universität, den Hurricanes. 2011 arbeitete er als Trainer im britischen Leistungszentrum für Wasserspringen in Leeds.
Seine Schwester Daphne Jongejans war ebenfalls eine erfolgreiche Wasserspringerin. Sie wurde 1987 erste niederländische Europameisterin.